# 渡具知武豐
渡具知武豐（日语：／ Toguchi Taketoyo，1961年8月12日—）是一名日本政治家，曾經擔任名護市議会議員（5期）、名護市長。

## 生平
出生於沖繩縣名護市許田，為琉球國士族後裔蔡氏渡具知家成員，畢業於名護市立瀨喜田中學校（今名護市立東江中學校）、沖繩縣立名護高等學校、第一經濟大學畢業。在2018年名護市長選舉中，作為無政黨候選人受到自由民主黨、公明党、日本維新會等政黨的推薦而擊敗現任稻嶺進，初次當選。